# Виньоло
Виньо̀ло (на италиански: Vignolo; на пиемонтски: Vigneul, Виньол, на окситански: Vinhoel, Виньоел) е малко градче и община в Северна Италия, провинция Кунео, регион Пиемонт. Разположено е на 630 m надморска височина. Населението на общината е 2467 души (към 2010 г.).